# Comité (rivière)
Pour les articles homonymes, voir Comité.
La rivière Comité (en anglais : Comite River) est un cours d'eau des États-Unis, situé dans les États de la Louisiane et du Mississippi. 

## Géographie
La rivière Comité prend sa source dans le Sud de l'État du Mississippi; près de la ville de Centreville à la limite du comté d'Amite et du comté de Wilkinson. La rivière Comité se dirige  vers le Sud en direction de l'État de la Louisiane. Elle s'écoule à l'Est de l'agglomération de Baton Rouge.  
Après un parcours de 90 km de long, la rivière Comité se jette dans la rivière Amite.

## Histoire
La toponymie de la rivière Comité date de l'époque de la Louisiane française. Ce cours d'eau se jette dans la rivière Amitié dénommée aujourd'hui Amite River.